# Sayako
Sayako Kuroda (japanska 黒田清子 Kuroda Sayako), född 18 april 1969 i Tokyo, är dotter till kejsar Akihito och kejsarinnan Michiko av Japan.
I ungdomen studerade Sayako musik (violin) i Wien. Hon arbetade som ornitolog vid Yamashina-institutet från 1992 till 2005. 
Sayako gifte sig 15 november 2005 med stadsplaneraren Yoshiki Kuroda, som är en barndomsvän. Hon förlorade därmed enligt japansk lag sin kejserliga titel. I samband med giftermålet slutade hon sin anställning som ornitolog och är nu bosatt i en lägenhet i Tokyo. 